# Johannes Jansen (Engelandvaarder)

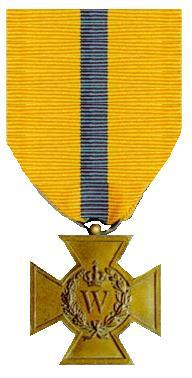
Bronzen Kruis

Johannes Jacobus Jansen (Utrecht, 25 juni 1917) was Engelandvaarder.
Jansen was kleermaker en textielhandelaar toen de Tweede Wereldoorlog uitbrak. In april 1941 werd hij districtsleider van de Ordedienst (OD) in Zuilen en Utrecht-Noord. Een paar maanden later kreeg hij opdracht naar Engeland te gaan om te proberen het contact tussen de geallieerden en het verzet te herstellen.

## Engelandvaart
Op donderdag 19 november 1941 verzamelde de groep vluchtelingen zich bij het huis van Jansen. Het waren Gerardus van Asch (1922), matroos Jan Bastiaan, matroos Adriaan van der Craats, Theo Daalhuyzen (1917), oud-militair Walrave van Krimpen (1894-1943), het joodse echtpaar Abraham (1910) en Greta Cato Levi-Mendels (1910) uit Assen (Kloosterstraat 4) en Ton Loontjens (1922). Vandaar gingen ze naar de Berghaven in Hoek van Holland, waar Van Krimpen had afgesproken met de schipper van een Rijnaak. Daar kreeg het stel onderdak. In de haven lag ook een vlet van de Zuid-Hollandsche Maatschappij tot Redding van Schipbreukelingen, met een ketting vastgemaakt aan een Duits schip. Die donderdagavond maakte Van Krimpen met de twee matrozen de vlet los en brachten hem naar de Rijnaak, waar iedereen instapte. Ton Loontjens had peddels meegenomen en daarmee roeiden ze naar de Nieuwe Waterweg. Het was een probleem om de motor te starten, want de Duitsers hadden de bougies verwijderd. Deze bleken nog aan boord te liggen. Enkele uren later raakte de benzineleiding verstopt, omdat ze het toevoerkraantje van het koelingssysteem niet hadden opengedraaid. Na drie dagen ronddobberen en zeeziek zijn gaven ze de moed bijna op. Na 68 uren zagen ze een vissersbootje, de visser bleek Engels te zijn. Ze waren dus de goede kant uitgedobberd. Met de peddels bereikten ze Reculver, Kent. De kustwacht bekeek hen argwanend, hoewel zij met drie Nederlandse vlaggen zwaaiden. Eenmaal aan wal werden ze meegenomen naar het politiekantoor waar ze te eten kregen. Een dag later kregen ze van koningin Wilhelmina het Bronzen Kruis.
Na uitgebreid verhoord te zijn, werd Jansen ingezet als geheim agent. Hij werd een paar keer door een onderzeeër naar Petten gebracht waar een klein bootje hem aan wal zette.

## Trivia
- Daalhuyzen was sergeant geweest in het leger en werd ingedeeld bij de Prinses Irene Brigade.
- Abraham Levi (1910-1944) ging bij de Prinses Irene Brigade. Hij overleed in Brussel aan zijn verwondingen. Greta Levi ging voor het Rode Kruis werken en overleefde de oorlog. Na de oorlog ging ze met hun 2-jarige zoontje terug naar Nederland.

## Onderscheiding
- Bronzen Kruis, KB 02-09-1942 No. 7[3]